# Compensatiedossier 1863
Het Compensatiedossier 1863 verwijst naar de tegemoetkoming of schadeloosstelling aan eigenaren van slaven vanwege de afschaffing van de slavernij in de Nederlandse koloniën in West-Indië op 1 juli 1863. De Wet ter opheffing der slavernij werd op 8 augustus 1862 ondertekend en gepubliceerd in het Staatsblad.
In het dossier zijn alle eigenaren opgenomen die in 1863 voor het verlies van hun slavenbezit werden gecompenseerd. Het zijn de slaven- en plantage-eigenaren met belangen in Suriname, Aruba, Bonaire, Curaçao, Saba, Sint Eustatius en Sint Maarten.
De eigenaren of diens vertegenwoordigers dienden een zogenoemde borderel in te vullen waarop gegevens van de in slavernij levende personen werden vermeld. Dit gebeurde veelal in oktober 1862. Deze borderellen werden eerst vergeleken met de slavenregisters. In maart 1863 gingen zogenoemde verificatiecommissies de plantages langs om de inhoud van de borderellen te vergelijken met de aanwezige slaven. In Paramaribo en Nieuw-Rotterdam (Nieuw-Nickerie) werden deze personen via de kranten opgeroepen zich te melden. De verificatiecommissies stelden de aantallen slaven en de bijzonderheden vast.
Naast de controle op de slaven vond er ook een controle op de eigendomsrechten plaats. Wanneer de aantallen waren berekend en het eigendomsrecht werd vastgesteld kon de 'compensatie' betaalbaar worden gesteld.
Voor Suriname werden in totaal 986 borderellen ingeleverd met betrekking tot de particuliere slaven. Dit zijn slaven die het bezit waren van individuen, maar ook bijvoorbeeld van een synagoge en 232 borderellen met plantageslaven die tot de boedel van een plantage behoorden. Gouvernementsslaven en slaven die op het leprozeninstituut Batavia verbleven werden niet vergoed en derhalve zijn daar ook geen borderellen van opgemaakt.

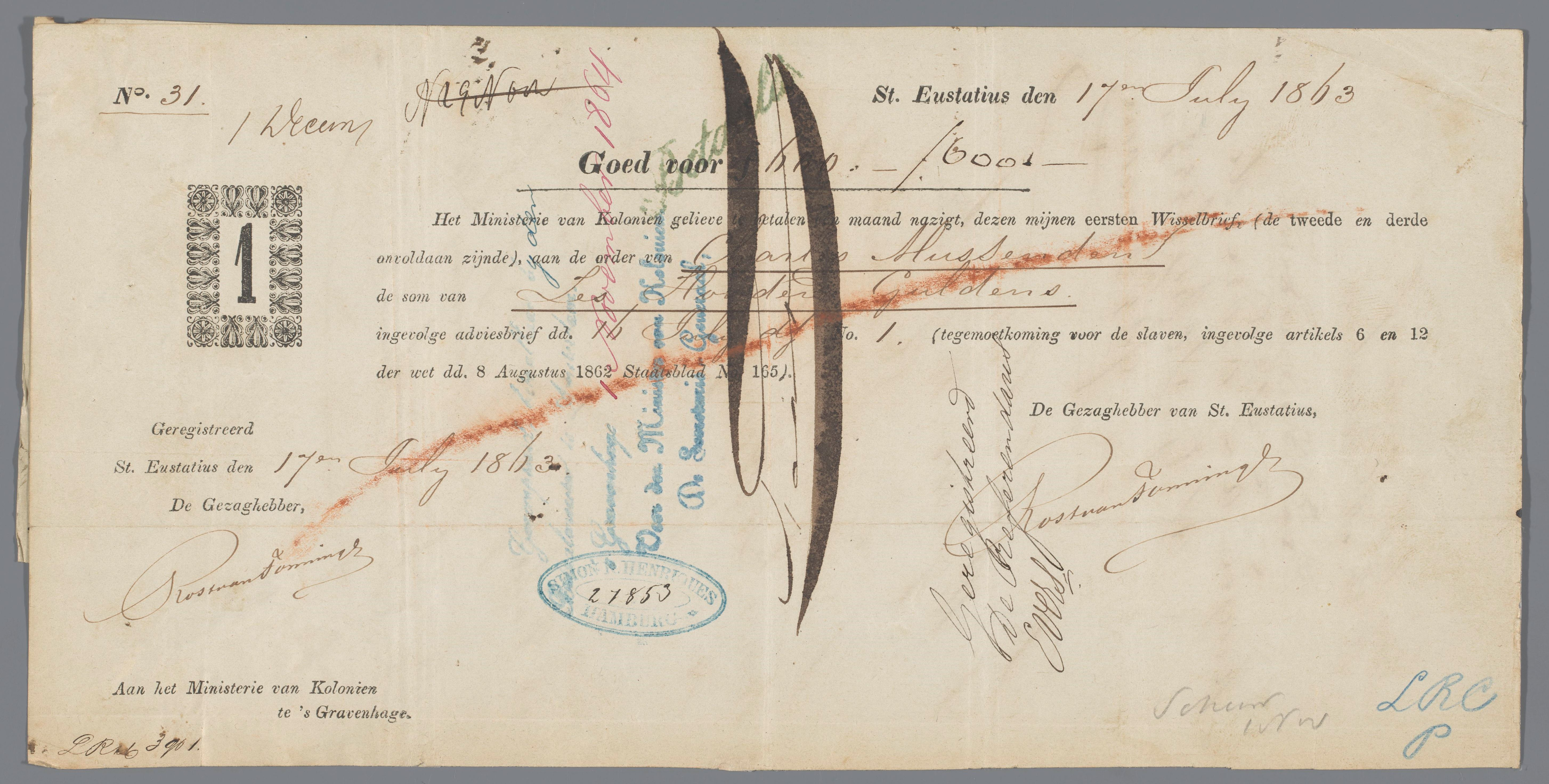
Wisselbrief voor Charles Hussenden, slaveneigenaar op Sint Eustatius, NG-2017-103-8

## Nationaal Archief
Het archief van de Algemene Rekenkamer is ondergebracht in het Nationaal Archief te Den Haag. De taak van de Nederlandse Algemene Rekenkamer was het controleren van de rechtmatigheid van de vaststelling en de uitbetaling van de compensatiegelden die in de koloniën betaalbaar werden gesteld en deels door wisselbrieven in Nederland en elders werden uitbetaald want een deel van belanghebbenden woonden in Nederland en andere Europese landen.
Het hele archief is in een database opgenomen door Okke ten Hove (Suriname en Antillen) en Heinrich Helstone (Suriname) en werd rond 2006 door het Nationaal Archief in bruikleen op haar website geplaatst. Het is 'verrijkt' met een andere bron zijnde de toegekende familienamen in Suriname. Deze namen komen niet voor in het Archief van de Algemene Rekenkamer maar werden toegevoegd.